# Lançadeira do glicerol-3-fosfato

A lançadeira do glicerol-3-fosfato.

A lançadeira do glicerol-3-fosfato é um sistema alternativo de lançadeiras de NADH, que atua na movimentação de equivalentes redutores (carregados de energia) do citosol para a matriz mitocondrial, sendo assim, o principal transportador em músculo esquelético e encéfalo. No citosol, o NAD+ é regenerado (a partir de NADH + H+) pela glicerol-3-fosfato desidrogenase através da transferência de elétrons para uma molécula de di-hidroxicetona-fosfato, resultando na formação do glicerol-3-fosfato. Então ocorre a transferência de dois equivalentes redutores do glicerol-3-fosfato para uma molécula de FAD, formando FADH2. Esta transferência é realizada através de uma isoenzima da glicerol-3-fosfato-desidrogenase ligada à porção externa da membrana interna da mitocôndria. Os elétrons desse FADH2 são transferidos finalmente para a ubiquinona (ou coenzima Q), que se encontra no espaço intermembrana da mebrana interna da mitocôndria, possibilitando a síntese de aproximadamente 1,5 molécula de ATP na cadeia transportadora de elétrons (ou fosforilação oxidativa) por cada molécula de FADH2 formada.
O NADH produzido durante a glicólise, que ocorre no citosol, não pode cruzar diretamente a membrana mitocondrial interna para entrar na cadeia transportadora de elétrons. Para que o NADH citosólico possa ceder sua energia ao ATP, ingressam na mitocôndria somente seus elétrons (e-) e H+, já que o NADH em si não pode fazê-lo. Isso é possível graças a certas moléculas citosólicas que atuam como lançadeiras. Assim, uma lançadeira, após captar dois elétrons e um H+ do NADH (mais outro H+ do meio), os conduz até a mitocôndria, onde os transfere a outra molécula. Em seguida retorna sem eles para o citosol, ficando disponível para nova transferência. Duas lançadeiras descritas por atuar nesse processo são a lançadeira de malato-aspartato e a lançadeira glicerol-3-fosfato.